# Осада Мегалополя
Осада Мегалополя — эпизод Второй войны диадохов. Регент Македонской империи Полиперхон решил захватить Мегалополь в Пелопоннесе, который перешёл на сторону его главного соперника Кассандра. Во время одной из попыток взять город штурмом Полиперхон решил использовать боевых слонов, которым следовало прорваться через обрушенную стену. Стратег Мегалополя Дамис вовремя разгадал план противника и одним из первых в истории использовал аналоги «ежей» против элефантерии. Поражение Полиперхона у стен Мегалополя привело не только к ослаблению его войска, но и к переходу на сторону Кассандра других греческих полисов, в том числе и Афин.

## Предыстория
В 319 году до н. э. Антипатр перед смертью в преклонном возрасте назначил регентом Македонской империи Полиперхона, а своего сына Кассандра — хилиархом, вторым по влиянию человеком в Македонии. Сын Антипатра Кассандр не согласился с ролью военачальника при Полиперхоне и восстал. Сразу же после смерти отца он отправил Никанора, чтобы тот сменил Менилла на должности командира македонского гарнизона в крепости над Афинами Мунихий, до того как новость о смерти Антипатра станет всеобщим достоянием. Кассандр вступил в союз с Птолемеем, Антигоном. Полиперхон был вынужден предпринимать срочные действия. Особое внимание Полиперхон уделил недопущению восстания греков. Им был издан указ, по которому македоняне подтверждали привилегии греческих полисов, которые те имели при Филиппе II и Александре Македонском. Также Полиперхон в начале 318 или 317 года до н. э. отправил армию под командованием своего сына Александра в Аттику, чтобы занять крепости, в которых находился Никанор. Приблизительно в это же время Кассандр, который получил от Антигона флот и войско, прибыл в занятый Никанором Пирей. Полиперхон прибыл в Аттику, однако не смог организовать эффективную осаду.
Тогда он оставил в Аттике часть армии под командованием сына, а сам отправился в Пелопоннес, чтобы покорить Мегалополь. Город находился под управлением олигархии, которая была установлена после Ламийской войны Антипатром. С началом Второй войны диадохов Мегалополь заключил союз с Кассандром. Город оказался единственным на Пелопоннесе из членов Коринфского союза, который не признал власть Полиперхона.

## Осада
Когда граждане Мегалополя узнали о ближайших планах напасть на их город, то они постановили перевезти всё ценное имущество из сельской местности за городские стены. При переписи населения, в том числе иностранцев и рабов было обнаружено 15 тысяч мужчин, которые могли нести военную службу. Всех их определили на работы по укреплению стены и созданию нового оружия. Наибольшие опасения у граждан вызывали боевые слоны в войске Полиперхона.
Едва приготовления к осаде были завершены, к городу подошло войско Полиперхона, в котором находилось 65 боевых слонов. Это был первый случай участия элефантерии в сражениях на Пелопоннесе. Полиперхон обустроил под стенами города два лагеря — один для македонян и другой для союзников. По его приказу были построены деревянные башни выше городских стен. Предположительно слоны помогали создавать осадные сооружения. На башнях были установлены метательные машины для того, чтобы подавить сопротивление защитников Мегалополя на стенах. Одновременно была начата работа по прокладыванию подкопов под стены, в которые заложили зажигательные мины. В целом осада повторяла отработанную при Александре тактику взятия городов. После того как земля просела, обвалились городские башни. В ходе последующего сражения жители города не только отбили натиск македонян, но и начали строить вторую линию обороны.
На следующий день войска Полиперхона стали расчищать поле битвы от обломков построек. Стратег Мегалополя Дамис, «который был в Азии с Александром и по опыту знал природу и обхождение» со слонами, понял план Полиперхона. Следует отметить, что это был первый известный в истории случай попытки ввести в город боевых слонов и использовать их в уличных боях. Предстоящей атаке боевых слонов Дамис противопоставил своего рода «минное поле». Он распорядился установить в бреши доски с гвоздями, которые слегка присыпали песком. На флангах Дамис поставил стрелков и метательные машины. Во время последующего штурма слоны шли впереди. Воины на флангах поразили погонщиков. Израненные гвоздями и стрелами слоны без управления погонщиков вышли из-под контроля. Они начали метаться по полю битвы и растоптали множество воинов Полиперхона. После того как рухнул главный слон, Полиперхон был вынужден прекратить штурм.
По мнению Я. Зайберта Полиперхон обладал мощной силой, которую представляли собой боевые слоны, но не имел должного представления о её использовании. Тактический приём Дамиса, который помог выиграть сражение, вошёл в историю как первый случай использования «ежей» против элефантерии, которые до этого использовали лишь для конницы.
Неудачный штурм, во время которого Полиперхон потерял своих слонов, стал спасением для города. Регент империи уже не мог надеяться на быстрый захват Мегалополя. Также к нему поступали неутешительные известия о планах Антигона переправиться через Геллеспонт в Европу. Одновременно успешные действия Кассандра, который захватил Эгину и Саламин, требовали решительных действий. Поэтому Полиперхон был вынужден снять осаду и с ослабленным войском поспешил покинуть Пелопоннес. Около Мегалополя он оставил лишь небольшой контингент для наблюдения за городом.

## Последствия
Поражение Полиперхона привело к существенному ослаблению его власти. Супруга слабоумного царя Филиппа III Арридея Эвридика решила встать на сторону Кассандра. От имени супруга она отправила письмо Полиперхону, что новым регентом становится Кассандр, которому следует передать управление царской армией. Также на сторону Кассандра перешли многие греческие полисы, включая Афины.